# Окли Гедь
Окли Гедь (укр. Оклі Гедь) — село в Пийтерфолвовской общине Закарпатской области Украины.
Население по переписи 2001 года составляло 611 человек. Почтовый индекс — 90365. Телефонный код — 03141. Занимает площадь 32,35 км². Код КОАТУУ — 2121282404.

## История
В 2000 г. селу возвращено историческое название.